# Rhaphiptera albipennis
Rhaphiptera albipennis es una especie de escarabajo longicornio del género Rhaphiptera, tribu Pteropliini, subfamilia Lamiinae. Fue descrita científicamente por Breuning en 1947.

## Descripción
Mide  milímetros de longitud.

## Distribución
Se distribuye por Brasil.